# Barycholos
Barycholos is een geslacht van kikkers uit de familie Strabomantidae. De groep wetenschappelijke naam werd voor het eerst gepubliceerd door William Ronald Heyer in 1969.
Er zijn 2 soorten die leven in Zuid-Amerika, in Brazilië en Ecuador. De kikkers ontwikkelen zich volledig op het land en hebben geen oppervlaktewater nodig. Uit de eieren kruipen kleine kikkertjes, die nog wel een staartje hebben.

## Soorten
Geslacht Barycholos
- Soort Barycholos pulcher
- Soort Barycholos ternetzi

Bahius ·
Barycholos ·
Bryophryne ·
Euparkerella ·
Holoaden ·
Microkayla ·
Noblella ·
Psychrophrynella ·
Qosqophryne